# Asikuma/Odoben/Brakwa District
Der Asikuma/Odoben/Brakwa District ist einer von 13 Distrikten der Central Region von Ghana. Asikuma/Odoben/Brakwa wurde 1989 aus dem ehemaligen  Breman-Ajumako-Enyan-Essiam District gebildet. Es gibt 245 Siedlungen in diesem Inland-Distrikt ohne Zugang zum Meer. Fanti ist die wichtigste hier gesprochene Sprache, daneben werden von einigen Zugewanderten die Akandialekte der Breman, Agona und Gomoa gesprochen. Die Mehrheit der Bevölkerung bekennt sich zum Christentum, daneben gibt es einige Anhänger des Islam und traditioneller Religionen. Der Distrikt ist überwiegend von tropischem Regenwald bedeckt.

## Wirtschaft
80 % der Bevölkerung sind in der Landwirtschaft beschäftigt, Hauptanbauprodukte sind Kakao, Zitrusfrüchte, Avocado, Kochbanane, Mais, Kassawa, Yams und Bananen. Es gibt in bescheidenem Maßstab landwirtschaftliche Produkte verarbeitendes  Gewerbe.

## Bedeutendere Ortschaften
- Breman Amanfopong
- Breman Amoanda
- Breman Anhwaim
- Breman Asikuma
- Breman Ayipey
- Breman Baako
- Breman Bedum
- Breman Benin
- Breman Brakwa
- Breman Fosuansa
- Breman Jara
- Breman Kokoso
- Breman Kuntanase
- Breman Nwomaso
- Breman Nyamebekyere
- Breman Odoben
- Breman Okyesoa
- Nankese
- Sowotuom
- Supunso
- Towoboase